# Hoploscopa sepanggi
Hoploscopa sepanggi is een vlinder uit de familie van de grasmotten (Crambidae), uit de onderfamilie van de Hoploscopinae. De wetenschappelijke naam van deze soort is voor het eerst gepubliceerd in 2020 door Théo Léger en Matthias Nuss.
De voorvleugellengte van het mannetje varieert van 11 tot 12,5 millimeter en van het vrouwtje van 11,5 tot 13 millimeter.
De soort is ontdekt op de hellingen van Gunung Kinabalu op het eiland Borneo (Sabah, Maleisië) tussen 1800 en 2000 meter boven zeeniveau.